# 八里庄街道 (朝阳区)

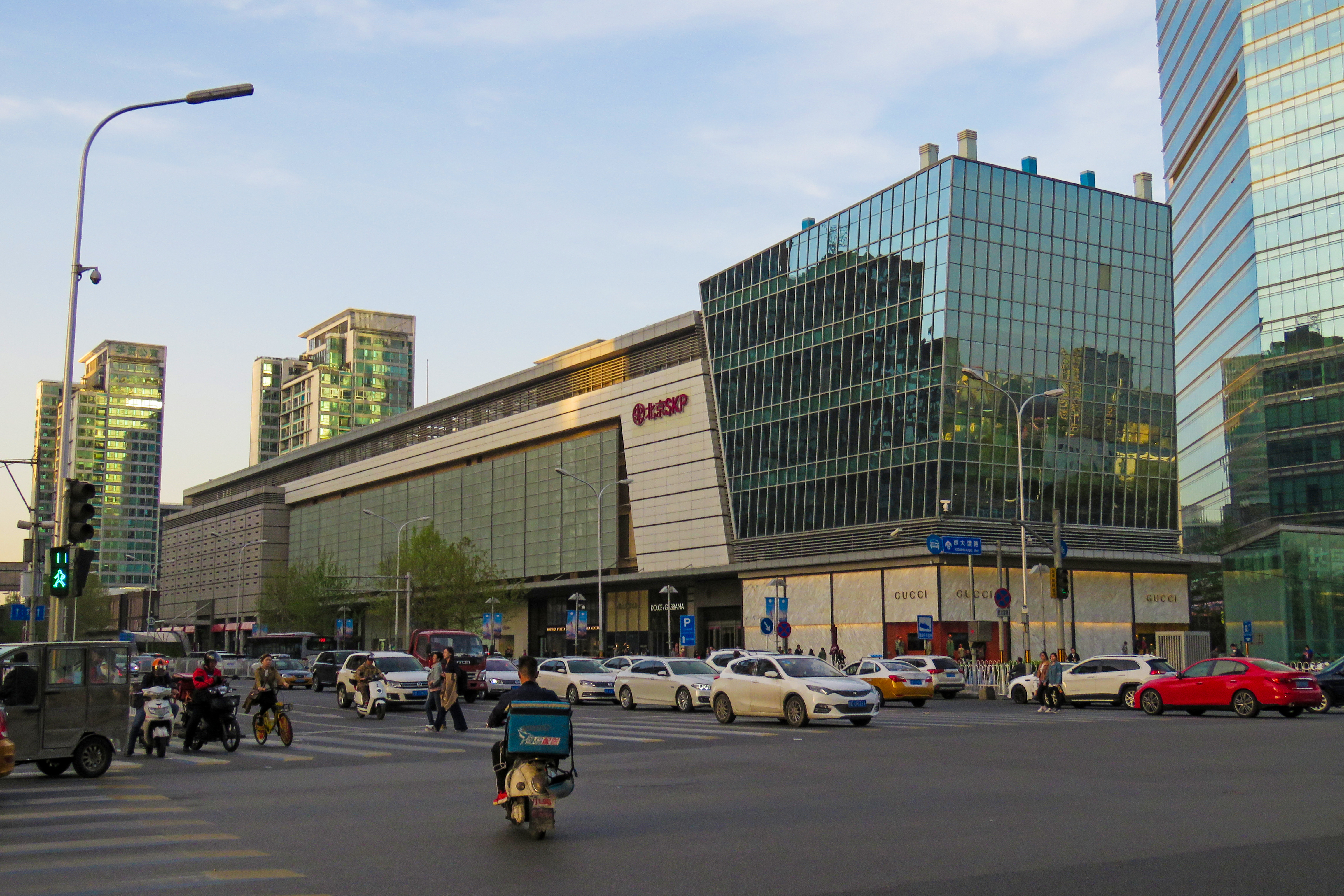
北京SKP

八里庄街道，是中华人民共和国北京市朝陽區下辖的一个街道办事处。名字来自本地区距朝阳门约8里。此处常被称为东八里庄，与海淀的西八里庄相对，两者几乎处于同一水平线上。
成立于1956年。东起青年路、双沙铁路立交桥，与平房地区、高碑店地区相邻；西到红庙路口、金台路、西大望路，与呼家楼街道、建外街道相邻；北至二道河，与六里屯街道交界，南与高碑店地区为邻。
南北、东西方向的主要道路分别为东四环路、朝阳路。朝阳路以南企业为主，以北主要是居住区。面积4平方公里，境内人口约7万人，其中常住人口5.9万。
区域内原有30多个与纺织有关的企业或机构，有纺织城之称。现在四环内部分为CBD东扩区。有中学五所、小学六所。

## 行政区划
八里庄街道下辖以下地区：
十里堡社区、甘露园社区、八里庄东里社区、八里庄西里社区、红庙社区、红庙北里社区、延静里社区、远洋天地家园社区、城市华庭社区、朝阳无限社区、罗马嘉园社区、华贸中心社区和十里堡南里社区。